# Esocidae
Die Esocidae sind eine Knochenfischfamilie, zu der die Hechte (Esox) und zwei weitere, bis vor kurzem zu den Hundsfischen (Umbridae) gezählte Fischgattungen gehören. Alle Arten der Esocidae kommen in Süßgewässern der nördlichen Erdhalbkugel vor.

## Merkmale
Die Fische werden 8 cm (Novumbra hubbsi) bis 1,80 m (Esox masquinongy) lang. Zu den diagnostischen Merkmalen der Familie zählen der dorsal verkürzte Kiemendeckel, die sichelförmige Suboperculare, eine kleine Supramaxillare (ein Kieferknochen) und die anterior mit kräftigen Graten versehenen Schuppen. Die Gaumenknochen Vomer und Palatinum sind mit kräftigen Zähnen besetzt.

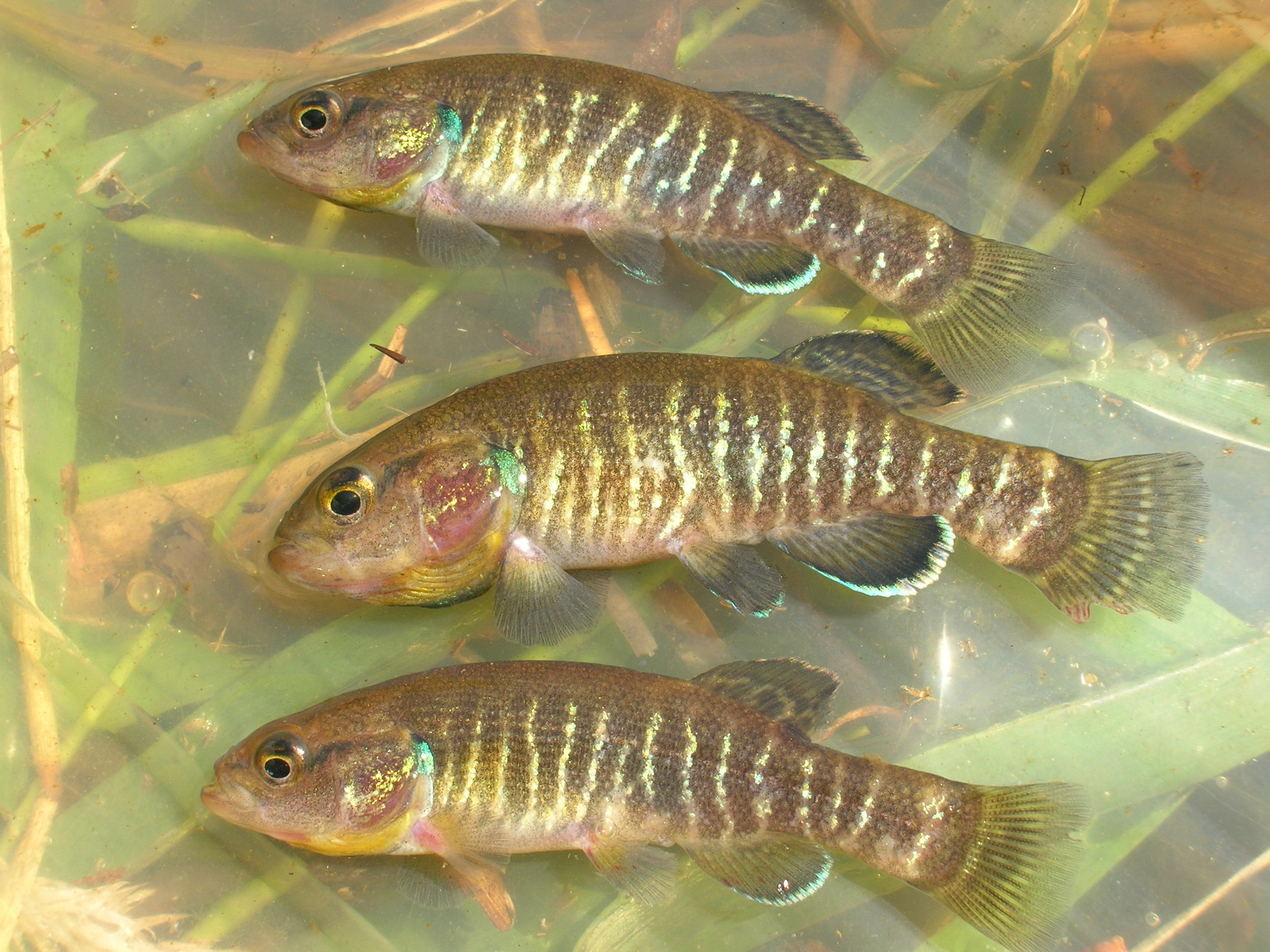
Olympic-Hundsfische (Novumbra hubbsi)

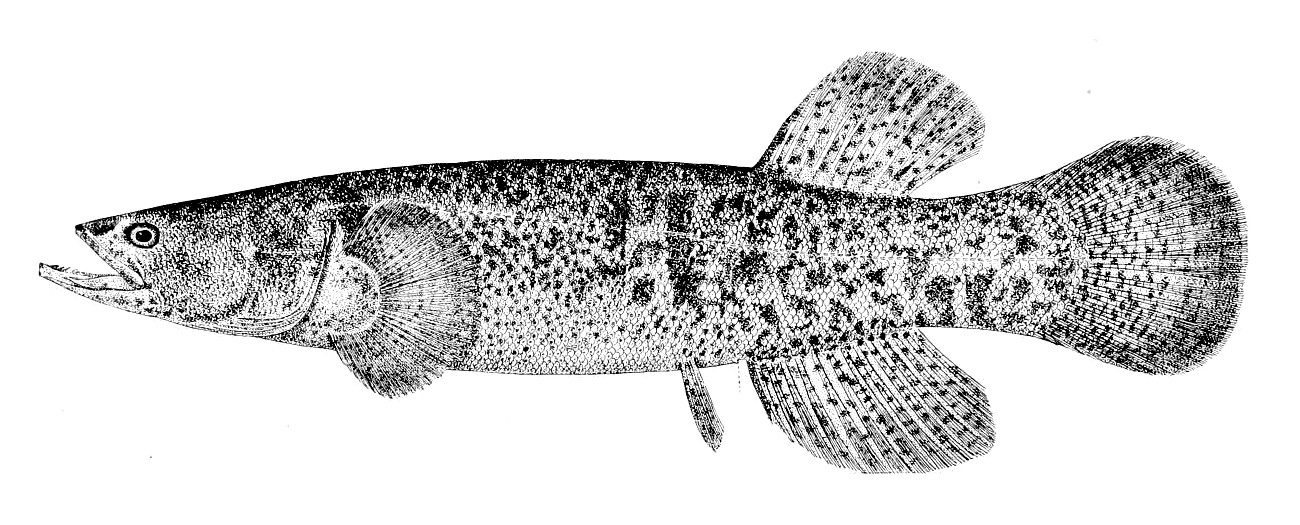
Dallia pectoralis

## Innere Systematik
Es gibt drei Gattungen und neun bis elf rezente Arten.
- Unterfamilie Esocinae Rafinesque 1815
  - Gattung Hechte (Esox Linnaeus, 1758)
    - Untergattung Esox
      - Europäischer Hecht (Esox lucius)
      - Esox aquitanicus
      - Italienischer Hecht (Esox cisalpinus)
      - Amurhecht (Esox reicherti)
      - Muskellunge (Esox masquinongy)

    - Untergattung Kenoza
      - Amerikanischer Hecht (Esox americanus)
      - Kettenhecht (Esox niger)

  - Gattung Novumbra
    - Olympic-Hundsfisch (Novumbra hubbsi)
    - Novumbra sp. †, Oligozän von Oregon
- Unterfamilie Dalliinae Rafinesque 1815
  - Gattung Dallia Jordan, 1885
    - Dallia pectoralis  Bean, 1879
    - Dallia admirabilis
    - Dallia delicatissima
    - Dallia sp. †, Miozän von Alaska.

## Stammesgeschichte

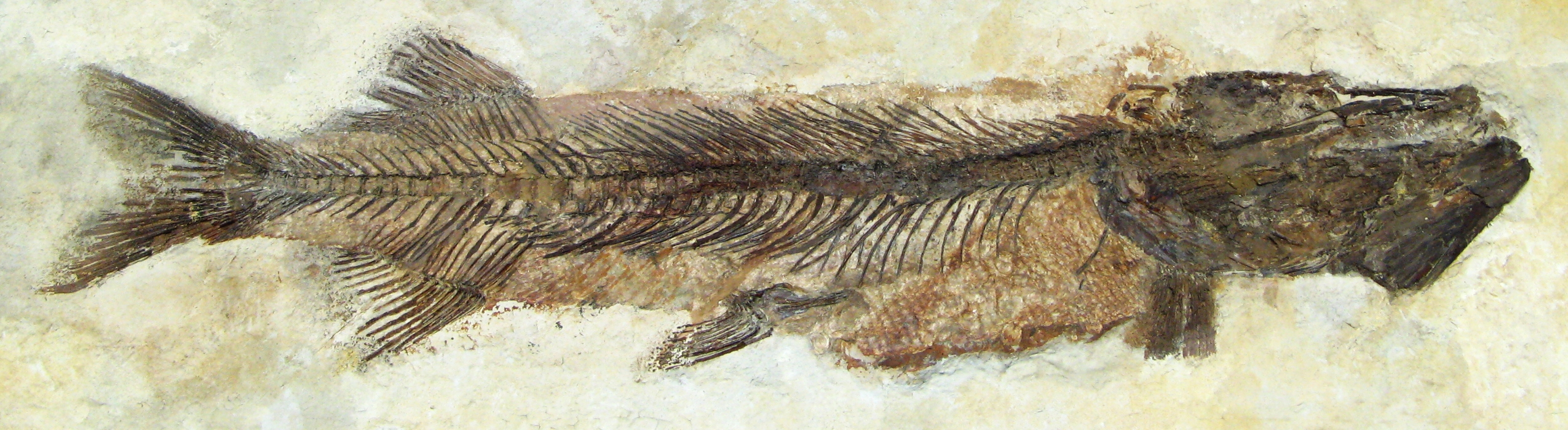
Fossile Esox-Art ausgestellt im Museum am Löwentor

Die Familie Esocidae lässt sich mit den Gattungen Estesox und Oldmanesox fossil schon in der späten Kreidezeit nachweisen. Aus dem Paläozän kommt die älteste bekannte Art der Gattung Esox, E. tiemani aus Alberta. Die älteste Esox-Art, die außerhalb Nordamerikas gefunden wurde, kommt aus dem frühen Eozän von China. Eine in Deutschland gefundene Art ist E. lepidotus aus dem Miozän von Öhningen.